# Beneficium
Beneficium är en juridisk term som kommer av latin och betyder förmån, fördel eller välgärning. Med detta menas den egendom som ej kan bli utmätt eller tas i anspråk vid en konkurs, med hänsyn till gäldenärens behov.

## Beneficieegendom
Med beneficieegendom avses de pengar eller den egendom man får behålla för sin och sin familjs försörjning vid utmätning eller konkurs.